# Nomes de Deus
As fés monoteístas acreditam que há e só pode haver um único ser supremo. No politeísmo, acredita-se na coexistência de diversas deidades (ou divindades).  As concepções destes seres variam enormemente em cada cultura, mas a palavra Deus em português (e as traduções em línguas neolatinas) é referida para designar todos estes conceitos.

## Religiões abraâmicas
Religião abraâmica, também referido como monoteísmo do deserto, é uma designação genérica para as religiões que derivam da tradição semítica que têm na figura do patriarca Abraão o seu marco referencial inicial. Stricto sensu as religiões consideradas abraâmicas são: Judaísmo, Cristianismo e Islamismo. Muitos nomes de Deus são comuns entre as três religiões, principalmente entre o Judaísmo e o Cristianismo, já que este último é derivado daquele.

### Cristianismo
Tetragrama YHWH – a pronúncia do Tetragrama seria: Yahweh (Iavé ou Javé)
A maior parte das Bíblias cristãs modernas não contem este nome em quase todas as ocorrências contidas no Antigo Testamento, normalmente usando a palavra SENHOR ou uma alternativa semelhante.
Acredita-se que a remoção foi causada num determinado período, por uma tradição, criada por judeus copistas, que passaram a ter receio de que o nome sagrado fosse usado ou pronunciado de modo indevido ou sem o devido respeito pelas pessoas que tivessem acesso aos textos sagrados. Devido a isso eles mesclaram o tetragrama YHWH com a palavra ADONAI (SENHOR) ou ELOHIM (Deus – na sua forma de plural de majestade). Para isso ocorrer, eles usaram o sinais massoréticos, já que no hebraico, em que o Antigo Testamento foi escrito, não contém vogais.

### Tetragrama
O Tetragrama Sagrado YHVH ou YHWH (mais usado), (יהוה, na grafia original, o hebraico), refere-se ao nome do Deus de Israel em forma escrita já transliterada como de uso corrente na maioria das culturas atuais.
A forma da expressão ao declarar o nome de Deus YHVH ou JHVH (na forma latinizada) deixou de ser utilizada há milhares de anos, pois na pronuncia correta do hebraico original (que é declarada como uma língua quase que completamente extinta). As pessoas perderam ao longo das décadas a capacidade de se pronunciar de forma satisfatória e correta, pois a língua precisaria se curvar (dobrar) de uma forma em que especialistas no assunto descreveriam hoje em dia como impossível.
Originariamente, em aramaico e hebraico, era escrito e lido horizontalmente, da direita para esquerda יהוה; ou seja, HVHY. Formado por quatro consoantes hebraicas — Yud י Hê ה Vav ו Hê ה ou יהוה, o Tetragrama YHVH tem sido latinizado para JHVH já por muitos séculos.

### Significados
- Yahweh (lê-se: Iavé ou Javé) que quer dizer "Sou Quem Eu Sou" ou "Eu Sou o Que Sou" ou ainda "Eu Me Tornarei O Que Eu Decidir Me Tornar" (Eu Sou), século 5 a.C... O mesmo que Jehovah (lê-se: Jeová)

Estas são vocalizações comuns do Nome pessoal de Deus baseados no tetragrama hebraico. No campo acadêmico, os estudiosos, em sua maioria, definem "Yahweh"  como uma das formas plausíveis da pronúncia do tetragrama. No entanto, se desconhece como se pronunciava o tetragrama na época dos primeiros escritos bíblicos. Atualmente existem muitas opiniões acerca da possível pronúncia. Muitas traduções da Bíblia incluem uma forma do tetragrama, quer em alguns textos, quer em todas as vezes em que ele é escrito. Normalmente quando encontramos no A.T o nome "SENHOR" em letras maiúsculas, é indício de que naquele local está o tetragrama YHWH.
A origem vem do Livro Bíblico de Êxodo 3: 14,15 ... " E disse Deus a Moisés: EU SOU O QUE SOU. Disse mais: Assim dirás aos filhos de Israel: EU SOU me enviou a vós; E Deus disse mais a Moisés: Assim dirás aos filhos de Israel: O Senhor Deus de vossos pais, o Deus de Abraão, o Deus de Isaque, e o Deus de Jacó, me enviou a vós; este é meu nome ETERNAMENTE, e este é meu memorial de geração em geração "...

### Traduções da Bíbliaque vertem o Nome de Deus
- A Tradução do Novo Mundo da Bíblia Sagrada (Revisão de 2015):
  - Publicada pela Associação Torre de Vigia de Bíblias e Tratados Cesário Lange, São Paulo, Brasil. Traduz o Tetragrama mais de 7 200 (Antigo Testamento: quase 7 000; Novo Testamento: 237) vezes por Jeová em todos os lugares em que ele originalmente aparece na Bíblia.[5]
- A King James Version (autorizada), 1611:
  - Transcreve Jehovah como o nome pessoal de Deus (todos em textos considerados de importância), por exemplo, Êxodo 6:3; Salmo 83:18; Isaías 12:2; Isaías 26:4; e três vezes junto a nomes de lugares: Gênesis 22:14; Êxodo 17:15; e Juízes 6:24.
- A Versão de Padrão Americana, edição 1901:
  - Traduz consistentemente o Tetragrama como Je-ho’vah  em todos os 6 823 lugares onde ocorre nas Escrituras Hebraicas.
- A Nova bíblia Inglesa:
  - Publicada pela imprensa da Universidade de Oxford, 1970, por exemplo Génesis 22:14; Êxodo 3:15,16; 6:3; 17:15; Juízes 6:24 ;
- A Bíblia Viva:
  - Publicada por Publishers de Tyndale House, Illinois 1971, por exemplo Génesis 22:14, Êxodo 4:1 - 27; 17:15; Levítico 19:1 - 36; Deuteronômio 4:29, 39; 5:5, 6; Juízes 6:16, 24; Salmo 83:18; 110:1; Isaías  45:1, 18; Amós 5:8; 6:8; 9:6;
- A Versão de João Ferreira de Almeida, de 1693:
  - Empregou milhares de vezes na forma JEHOVÁ, como se pode ver na reimpressão, de 1870, da edição de 1693.
- A Edição Almeida Revista e Corrigida, edições de 1898, 1969, 1995 e 2009: 
  - Retém o nome divino em sua forma mais conhecida na língua portuguesa em letras maiúsculas (JEOVÁ) quase 300 vezes, em lugares tais como Salmo 83:18; Isaías 12:2 dentre outros, e  extensivamente, no livro de Isaías, Jeremias e Ezequiel.[6]
- La Santa Bíblia - Version Reina-Valera (1909):
  - Traduz quase todas as vezes integralmente o Nome de Deus como Jehová.
- A Tradução Brasileira da Bíblia:
  - Publicada pela Sociedade Bíblica do Brasil, em 1917 e revisada em 2011. Traduz todas as ocorrências no Antigo Testamento do Tetragrama por Jeová.
- A Tradução do Novo Mundo das Escrituras Sagradas:
  - Publicada pela Associação Torre de Vigia de Bíblias e Tratados, New York, Inc., em 1961 e revisada em 1984. Traduz o Tetragrama mais de 7 200 vezes por Jeová em toda a Bíblia.
- A Bíblia Pastoral - versão católica - traduz o Tetragrama divino diversas vezes por Javé.
- A Edição Paulinas verte o nome de Deus poucas vezes por Javé.

Alguns grupos religiosos, bem como as Testemunhas de Jeová,  aceitam a tradução do Tetragrama como Jeová ou Jehovah e esta tradução passou a ser amplamente usada entre alguns grupos cristãos quando a pronúncia exata de (יהוה) . Já outros grupos evangélicos aceitam unicamente o nome Javé ou Yahweh como correto, e igualmente ainda algumas traduções católicas traduzem para Javé ou Yahweh.

### Lista de títulos e nomes de Deus (Judaico-Cristãos)
- Abbá - Pai
- Adon Hakavod - Senhor da Glória
- Adonay (אדני) - Senhor
- Attiq Yômin - Antigo de Dias
- Divino Pai Eterno - uma concepção a Deus Pai
- El (אל) - Deus "Aquele que vai adiante ou começa as coisas"
- El-Berit - Deus que faz pacto ou aliança
- El Caná - O Deus Zeloso
- El Deot - O Deus das Sabedorias
- El Elah - Todo Poderoso
- El Elhôhê Israel - Deus de Israel
- El-Elyon (אל עליון ) - Deus que faz pacto ou aliança
- El-Ne'eman - Deus de graça e misericórdia
- El-Nosse - Deus de compaixão
- El-Olan (אל עלם) - Deus eterno, da eternidade
- El-Qana - Deus zeloso
- El Raí - O Deus que tudo vê
- El-Ro'i - Deus que vê (da vista)
- El-Sale'i - Deus é minha rocha, o meu refúgio
- El-Shadday (אל שדי ) - Deus Todo-Poderoso
- Eliom - Altíssimo
- Elohim – (plural) (אלחים) - Deus; Criador "implícito o poder criativo e a onipotência"
- Eloah – (singular) (אלוה ) - Deus; Criador "implícito o poder criativo e a onipotência"
- Ferrer - (singular) - Deus; Criador de céus e terra
- Há'Shem – (השם) - O Nome - Senhor - o mesmo que YHVH (mais usado no Judaísmo)
- Kadosh - Santo
- Kadosh Israel - Santo de Israel
- Malakh Brit - O Anjo da Aliança
- Maor - Criador da Luz, Criador de Todas as Coisas, O Soberano Criador do Tudo
- Margen - Protetor
- Mikadiskim - Que nos santifica
- Palet - Libertador YHWH – (יהוה)  - Tetragrama; o nome impronunciável de Deus; quase sempre traduzido por Senhor.
- Yahweh - Iavé - (יהוה)  - Ele É
- YHWH (Ha'Shem) El Elion Norah - O Senhor Deus Altíssimo é Tremendo
- YHWH (Ha'Shem) Elohêkha - O Senhor teu Deus
- YHWH (Ha'Shem) Elohim – (יהוה אלהים) - Senhor (criador) de todas as coisas
- Jehovah – (יהוה) - O Senhor Eterno
- Jeová Rafah – (יהוה רפה) - O Senhor que te sara
- Jeová Tzevaoth – (Sebhãôth) – (יהוה צבאות) - Senhor das Hostes Celestiais
- Jeová Shalom – (יהוה שלום) - O Senhor é Paz
- Jeová Shammah – (יהוה שמה) - O Senhor está presente; O Senhor está ali
- Jeová Tzidkeinu – (יהוה צדקנו) - Senhor Justiça nossa; O Senhor é a nossa Justiça

Vários dos termos acima mencionados são títulos aplicados ao nome divino, como Shadday (Todo Poderoso), e outros termos. A palavra El em hebraico significa literalmente "forte", "poderoso", comumente traduzido pelo título "Deus". Predominantemente, nas referências feitas nas Escrituras Hebraicas (Antigo Testamento) mencionando a identificação do nome de Deus (Ex.: Sal. 83:18; Amós 5:8; Isaías 42:8, etc.), é utilizado o Tetragrama יהוה, comumente traduzido por Iavé, Javé, ou Jeová.

### Islamismo
Allah (Alá) é o nome mais frequente de Deus no islamismo. Originalmente a palavra significava apenas "Deus" em língua árabe e era usada em épocas pré-islâmicas para se referir a uma divindade pagã adorada em Meca. Os muçulmanos acreditam que este é o mesmo Deus que se revelou aos profetas hebraicos e a Jesus Cristo (que os muçulmanos acreditam ser um profeta e não ter natureza divina) e que Maomé foi o último e derradeiro profeta a qual Deus se revelou, sendo "O Selo dos Profetas".
Allah vem de uma junção de "al" e "illah", que significa "o deus - na sua forma masculina" e está paralelamente ligada à forma feminina "al" e "ilaha", formando o termo Allat, que significa "a deusa". Illah também significa divindade ou ainda deus. Allah pode ser ainda formada da junção "al" e "lah", "que significa o único deus" ou "a única divindade".

## Outras religiões
- Krishna, no Hinduísmo
- Brahmā, no Hinduísmo
- Vishnu, no Hinduísmo
- Shiva, no Hinduísmo
- Shangdi, na China
- Mawu, na nação Jeje Candomblé Jeje
- Olorum, na nação Queto Candomblé Queto
- Zambi, nas nações Angola e Congo Língua Nativa
- Guaraci, na nação tupi, como o criador de todos os seres vivos
- Olorum e/ou Zambi, na Umbanda
- Jah, no movimento Rastafari